# Frithjof Ulleberg
Frithjof Melchior Blumer Ulleberg (* 10. September 1911 in Oslo; † 31. Januar 1993 ebenda)  war ein norwegischer Fußballspieler. 

## Sportlicher Werdegang
Auf Vereinsebene begann Ulleberg seine Karriere beim Mercantile SFK, ab 1929 spielte er als Läufer bei Lyn Oslo. Aufgrund eines Wirtschaftsprüfungsstudiums beendete Ulleberg seine Karriere vorzeitig, in der er knapp 300 Spiele für den Klub bestritten hatte.
1936 avancierte er zum norwegischen Nationalspieler. Nachdem er kurz zuvor in der B-Nationalmannschaft debütiert hatte, empfahl er sich dort ebenso wie Fredrik Horn, Magnar Isaksen, Odd Frantzen und Rolf Holmberg für das A-Länderspiel gegen Schweden am 26. Juli 1936 (4:3-Erfolg), bei dem das Quartett auch in der A-Auswahl gemeinsam erstmals auflief. Anschließend nahm er mit der Auswahlmannschaft an den Olympischen Sommerspielen 1936 teil und erreichte – unter anderem durch einen 2:0-Erfolg über Deutschland unter den Augen Adolf Hitlers – das Halbfinalspiel. Dort ging es gegen den amtierenden Weltmeister Italien in die Verlängerung. Annibale Frossi erzielte den 2:1-Siegtreffer, nachdem Arne Brustad in der regulären Spielzeit Alfonso Negros Führungstreffer ausgeglichen hatte. Im Spiel um den dritten Platz half Ulleberg als Läufer beim Gewinn der Bronzemedaille, während Brustad mit drei Treffern beim 3:2-Erfolg über Polen der Matchwinner war.
Bis zum Herbst des folgenden Jahres blieb er Nationalspieler, beim 3:2-Auftaktsieg in der Qualifikation zur Weltmeisterschaft 1938 gegen Irland durch Tore des zweimal erfolgreichen Reidar Kvammen und Alf Martinsen bei Gegentreffern von Mattie Geoghegan und Jimmy Dunne unter Leitung des deutschen Schiedsrichters Peco Bauwens im Oktober 1937 wirkte er noch mit, kam aber trotz Nominierung für das norwegische Aufgebot bei der Endrunde im folgenden Jahr nicht mehr zum Einsatz, wobei Norwegen, bedingt durch den Turniermodus, auch nur ein Spiel bestritt, das gegen den späteren Weltmeister Italien mit 1:2 nach Verlängerung verloren ging. Insgesamt hatte Ulleberg 14 Länderspiele absolviert und war dabei ohne Torerfolg geblieben.